# 金子三勇士
金子 三勇士（かねこ みゆじ、1989年9月22日 - ）は、日本のクラシック音楽のピアニスト。

## 略歴
日本人の父とハンガリー人の母のもと、群馬県高崎市で生まれる。6歳で単身ハンガリーに留学し、祖父母の家からバルトーク音楽小学校に通う。11歳の時に飛び級でリスト音楽院に入学し、エックハルト・ガーボル、ケヴェハージ・ジュンジ 、ワグナー・リタらに師事。2006年に日本に帰国し、東京音楽大学付属高等学校に編入。清水和音、迫昭嘉、三浦捷子らに師事。
2010年にリリースされたデビューアルバム「プレイズ・リスト」がレコード芸術特選盤に選出される。東京音楽大学ピアノ演奏家コースを首席で卒業、同大学院器楽専攻鍵盤楽器研究領域を修了。2017年4月よりNHK-FMリサイタル・ノヴァ副支配人に就任。2019年公開の映画「蜜蜂と遠雷」にてピアノ演奏（マサル・カルロス・レヴィ・アナトール演奏部分）を担当した。
ライフワークの一環としてアウトリーチ活動にも力を入れている。
2021年5月15日より長野県の茅野市民館会場の「第1回 蓼科高原音楽祭～蓼科にクラシック音楽の花束を～」に出演。翌年2022年「第2回 蓼科高原音楽祭」に瀬﨑明日香、佐々木祐子、諏訪交響楽団と出演。
キシュマロシュ名誉市民（ハンガリー）、スタインウェイ･アーティスト。

## 受賞歴
- 2008年 - バルトーク国際ピアノコンクール優勝（ハンガリー[7][8]）
- 2009年 - シャネルピグマリオン・デイズ アーティスト選出[9]
- 2011年 - 第12回ホテルオークラ音楽賞[10]
- 2012年 - 第22回出光音楽賞
- 2012年 - 第4回C.I.V.C.ジョワ・ド・ヴィーヴル賞
- 2013年 - 第10回上毛芸術文化賞音楽部門

## 出演

### テレビ番組
- NHK Eテレ「ららら♪クラシック」
- NHK BSプレミアム「クラシック倶楽部」
- NHK BSプレミアム「名曲アルバム」
- テレビ朝日「題名のない音楽会」
- BS朝日「はじめてのクラシック」
- 日本テレビ「読響シンフォニックライブ」
- フジテレビ「Tナイト・ハンガリー音楽紀行」
- BSフジ「欧州音楽紀行」

### ラジオ番組
- NHK-FM「リサイタル・パッシオ」

## ディスコグラフィ
- 金子三勇士　プレイズ・リスト（2010、ソニーミュージック）
- ピアノ協奏曲第１番、ピアノ小品集　金子三勇士、小林研一郎＆ロンドン・フィル（2010、EXTON、OVXL00080）
- ベートーヴェン：ピアノ・ソナタ第８番『悲愴』、バッハ：フランス組曲第５番、バルトーク：ピアノ・ソナタ、他（2012、EXTON、OVXL00071）
- ラ・カンパネラ~革命のピアニズム（2016、ユニバーサルミュージック）
- 映画、蜜蜂と遠雷「金子三勇士playsマサル・カルロス・レヴィ・アナトール」(2019、ユニバーサルミュージック、UCCS-1252)リリース。
- リスト・リサイタル（2019、ユニバーサルミュージック、UCCY-1097）
- フロイデ！（2022, ドイツ・グラモフォン、UCCY-1114）